# 小笠原弘
小笠原 弘（おがさわら ひろし、1927年5月20日 - 2006年4月11日）は、日本の俳優。本名は同じ。旧芸名は小笠原 竜三郎（おがさわら りゅうざぶろう、小笠原 龍三郎）、小笠原 省吾。
満洲国奉天市出身。奉天第二中学校、日本映画芸術学校卒業。新東宝、松竹、日芸新社、東京アーチストプロ、天知プロダクションを経て、エヌ・エー・シーに所属していた。

## 来歴・人物
公務員を経て、1951年、新東宝に入社し俳優デビュー、二枚目男優として活躍。当初は小笠原弘名義で活動していたが、後に小笠原龍三郎に改名。
1957年、松竹に移籍。小笠原省吾に改名。1961年にフリーとなり、芸名を小笠原弘に戻す。映画、テレビ、舞台等で主に脇役として、時代劇では主に悪役として幅広く活躍した。
特技は乗馬、殺陣。

## 出演

### 映画
- 蟹工船（1953年）
- 一等女房と三等亭主（1953年）
- 潜水艦ろ号 未だ浮上せず（1954年）
- 日本敗れず（1954年）
- 軍神山本元帥と連合艦隊（1956年）
- やくざ非情史 血の盃 (1969年、日活)
- 女帝（1995年）

### テレビドラマ
- 忍者部隊月光 第1話、第2話「潜行救出作戦 - 前篇、後篇 - 」（1964年、CX / 国際放映） - 天沼
- 特別機動捜査隊（NET / 東映）
  - 第119話「満員電車」（1964年2月5日）
  - 第191話「やくざ」（1965年6月23日）
  - 第218話「小雪空」（1965年12月29日）
  - 第254話「消えた妻」（1966年9月7日）
  - 第313話「佐渡の踊子」（1966年10月25日）
  - 第342話「女と宝石」（1968年5月15日）
  - 第386話「涙の子守唄」（1969年3月19日）
  - 第411話「アバンチュールの女」（1969年9月17日）
  - 第449話「俺たちは流れ星同志」（1970年6月10日）
  - 第505話「あるアイディア」（1971年7月17日）
  - 第532話「裏町の女」（1972年1月12日）
  - 第587話「雑草のような女」（1973年1月31日）
  - 第606話「愛と憎しみの湖」（1973年6月13日）
  - 第685話「暗黒街ひとりぼっち」（1974年12月18日)
- 三匹の侍 第4シリーズ 第10話「群狼」（1966年、CX） - 赤岩の金造
- ローンウルフ 一匹狼 第8話「傷だらけの報酬」（1967年、NTV / 東映）
- 素浪人 月影兵庫 第2シリーズ 第101話「見当違いもひどかった」（1968年、NET / 東映）
- 大岡越前 第1部 第25話「纏女房」（1970年、TBS / C.A.L） - 梶村織部
- 清水次郎長 第1話、第2話「若親分誕生」（1971年、CX /  東映 / タケワキプロ） - 佐吉
- 帰ってきたウルトラマン 第33話「怪獣使いと少年」（1971年、TBS / 円谷プロ） - 紳士
- 太陽にほえろ!（NTV / 東宝）
  - 第19話「ライフルが叫ぶとき」（1972年） - 松山
  - 第59話「生命の代償」（1973年） - 本庁二課刑事
  - 第233話「狙撃」（1977年） - 遠藤行正（本庁外事課一係警部）
  - 第250話「民芸店の女」（1977年） - 笠山浩一
  - 第278話「刑事嫌い」（1977年） - 大東スーパー社長
  - 第297話「ゴリ、爆走!」（1978年） - 南郷建設責任者
  - 第316話「ある人生」（1978年） - 名東観光総務部長
  - 第356話「制服を狙え!」（1979年） - 城東銀行矢追支店長
  - 第384話「命」（1979年） - 佐久間の友人
  - 第405話「時効」（1980年） - 矢追信用金庫店長
  - 第652話「相続ゲーム」（1985年） - 山岸貴
- 緊急指令10-4・10-10 第24話「黒いサソリの恐怖」（1972年、NET / 円谷プロ） - 松山
- 魔人ハンター ミツルギ 第12話「サソリ軍団全滅作戦」（1973年、CX / 国際放映） - 土屋安斎守
- 非情のライセンス（NET / 東映）
  - 第1シリーズ 第4話「兇悪のサファイア」（1973年） - 香川
  - 第2シリーズ 第82話「兇悪の接吻」（1976年） - 映画館支配人
- 伝七捕物帳 （NTV）
  - 第11話「紅葉に消えた子守唄」（1973年）
  - 第41話「殺しの投げ文」（1974年） - 和田十太夫
  - 第94話「男ごころに十手が光る」（1975年） - 土佐守
- 雑居時代 第17話「母性本能刺激作戦」（1974年、NTV / ユニオン映画） - 部長
- 大江戸捜査網（12ch→TX / 三船プロ）
  - 第83話「恋に生き海に泣く女」（1972年） - 前田京之助
  - 第142話「殺意なき殺人」（1974年） - 高山右近
  - 第150話「おんな牢秘話」（1974年） - 青木源十郎
  - 第160話「反逆の女猫」（1974年） - 黒田外記
  - 第177話「恐怖の訪問者」（1975年） - 北町奉行
  - 第430話「刺青芸者 皆殺しの謎」（1980年） - 佐倉
  - 第444話「祭りに咲いた夫婦花」（1980年） - 石河土佐守
  - 第465話「翔べ・走れ隠密犬」（1980年） - 早坂丹後
  - 新 大江戸捜査網 第2話「走れ炎のごとく新隠密軍団」（1984年） - 三州屋
  - 平成版
    - 第1シリーズ 第21話「血ぬられた友情」（1991年） - 青山大膳
    - 第2シリーズ 第9話「揺れる愛憎 過去を秘めた女」（1992年） - 小田惣右衛門
- 仮面ライダーシリーズ（MBS / 東映）
  - 仮面ライダーX 第7話「恐怖の天才人間計画!」（1974年） - 大門寺博士
  - 仮面ライダーストロンガー 第31話「ストロンガー大改造!!」（1975年） - 正木洋一郎 ※小笠原博とクレジット
  - 仮面ライダースーパー1 第20話「君の家に! ドグマの電話が今夜鳴る」（1981年） - 東山所長
- 大都会 闘いの日々 第9話「解散」（1976年、NTV）
- 特捜最前線 （ANB / 東映）
  - 第15話「目撃 ある人妻の証言」（1977年）
  - 第314話「妻たちの犯罪日誌!」（1983年）
  - 第346話「新春II　窓際警視の大逆転!」（1984年）
- 快傑ズバット 第26話「許せ! 我が子よ」（1977年、12ch） - ムッシュ神
- Gメンシリーズ（TBS / 東映→近藤照男プロ）
  - Gメン'75
    - 第126話「南シナ海の殺し屋」、第127話「マカオの殺し屋」（1977年） - プロモーター
    - 第237話「カーアクション強盗団」（1979年） - 大友銀行赤坂支店長
    - 第285話「満月の夜 女の血を吸う男」（1980年） - 松沼太一の父親

  - Gメン'82 第2話「アイドル歌手トリック殺人」（1982年） - 中里警部補
- 達磨大助事件帳（ANB / 前進座 / 国際放映）
  - 第8話「仇討ち女だるま」（1977年） - 塚原十三郎
  - 第27話「若いのろし」（1978年） - 山口筑前守
- 横溝正史シリーズII / 仮面舞踏会（1978年、MBS / 東宝）
- スターウルフ 第12話「惑星ミサイルに賭けた命」（1978年、YTV / 円谷プロ） - タルザー
- 暴れん坊将軍（ANB / 東映）
  - 吉宗評判記 暴れん坊将軍
    - 第26話「朝寝朝酒で出世した男」（1978年） - 須貝主水正
    - 第39話「琉球渡来の甘い罠」（1978年） - 中里郷右衛門
    - 第87話「八百万石を狙う凶弾」（1979年） - 石黒主膳
    - 第152話「将軍と馬泥棒とガキ大将」（1981年） - 松倉備中守
    - 第200話「泣き笑い大江戸三人娘」（1982年） - 中山内蔵助

  - 暴れん坊将軍II
    - 第121話「危機一髪! 美しき囮」（1985年） - 二階堂玄蕃
    - 第137話「輝け! 初春の忍び恋」（1986年） - 本庄山城守
    - 第178話「家康公の借金証文!?」（1986年） - 下条掃部太夫

  - 暴れん坊将軍III
    - 第24話「思わぬ遺産の目安箱」（1988年） - 内藤外記
    - 第52話「め組に届けられた赤ん坊」（1989年） - 立花屋仙十郎
    - 第67話「まさか!辰五郎が不倫!?」 （1989年） - 石川伊予守
    - 第99話「女ふたり 許されぬ夢!」（1990年） - 倉沢土佐守
    - 第122話「め組の半次郎、純情す!」（1990年） - 神崎四郎太夫

  - 暴れん坊将軍IV
    - 第14話「恋の細道、通りゃんせ!」（1991年） - 安宅法印
    - 第29話「女大学! 亭主を男にする法」（1991年） - 木暮長門
    - 第57話「恋いちど! にごりえの女」（1992年） - 土屋将監

  - 暴れん坊将軍V
    - 第12話「二人妻の用心棒」（1993年） - 大須賀監物
    - 第31話「空を飛んだ米相場」（1993年） - 井坂主膳
    - 第42話「木枯しも泣く迷子石」（1994年） - 高須屋治兵衛

  - 暴れん坊将軍VI（1995年）
    - 第15話「遠い昔の花嫁衣裳」 - 佐久間図書
    - 第32話「男と女の夢舞台」 - 神尾外記
    - 第39話「死を呼んだ悲願花」 - 八木沢頼母

  - 暴れん坊将軍VII 第14話「尾張宗春の謀叛」（1996年） - 尾州屋市兵衛
- 大追跡 第18話「レディー・キラー」（1978年、NTV / 東宝）
- 西遊記シリーズ（NTV）
  - パート1 第1話「石猿誕生す」（1978年）
  - パート2 第11話「毒キノコ 集団記憶喪失」（1980年）
- 江戸の旋風シリーズ（CX / 東宝）
  - 同心部屋御用帳 江戸の旋風IV 第9話「生き返った大黒様」（1979年） - 早水
  - 同心部屋御用帳 新・江戸の旋風 第4話「唐丸籠破り」（1980年） - 大野茂十郎
- 遠山の金さん 第2シリーズ 第6話「桜吹雪に廻るこま」（1979年、ANB/東映） - 伊奈山右近
- 恐竜戦隊コセイドン 第49話「人間大砲コセイダー 大漂流」（1979年、12ch / 円谷プロ） - 科学技術庁長官
- 大空港 （1979年、CX / 松竹）
  - 第34話「復讐の大追撃! TOKYOコネクション1979」 - 吉岡
  - 第68話「報復の弾道が闇を裂く!頂上作戦・地獄の綱渡り」 - 中央画廊社長・望月栄
- 江戸の激斗 第8話「宿場の対決」（1979年、CX / 東宝） - 榊原
- メガロマン 第18話「怪獣が街を消した!」（1979年、CX / 東宝） - 国防軍参謀
- 新五捕物帳 第68話「見習同心の傷跡」（1979年、NTV / ユニオン映画） - 西国屋茂助
- 長七郎天下ご免! 第6話「天晴れ! へぼ同心初手柄」（1979年、ANB / 東映） - 宇田道之助
- 噂の刑事トミーとマツ 第1シリーズ 第6話「トミーにっこり、マツが死ぬ」（1979年、TBS） - 警視庁警官
- そば屋梅吉捕物帳 第20話「闇に笑うけしの花」（1980年、12ch / 国際放映） - 西脇
- 大激闘マッドポリス'80 第11話「爆殺マシーン」（1980年、NTV / 東映） - 仙波三郎
- 桃太郎侍 （NTV / 東映）
  - 第199話「親子を取り持つ一ツ毬」（1980年） - 小森内膳
  - 第227話「身替り代は高すぎた」（1981年） - 石川豊後守
- ザ・ハングマンシリーズ（ABC / 松竹）
  - ザ・ハングマン 第21話「替え玉合格の悪ガキは十三階段へ」（1981年） - 高槻三郎（パール観光社長）
  - ザ・ハングマン4 第25話「痛快ダブルハンギング!! さようならありがたや節」（1985年） - 藤堂長官（国土整備庁）
  - ザ・ハングマンV 第15話「悪徳医師にエイズ患者? が作られていく!」（1986年） - 浅野武彦（浅野インターナショナル社長）
- 旅がらす事件帖 第24話「親子しぐれ油地獄」（1981年、KTV / 国際放映） - 稲葉左膳
- 闇を斬れ 第20話「本日鬼退治の日にて候」（1981年、KTV / 松竹） - 灘屋
- 必殺シリーズ（ABC / 松竹）
  - 新・必殺仕事人 第37話「主水女の節句に遠慮する」（1982年） - 車坂の庄吉
  - 必殺スペシャル・新春 せんりつ誘拐される、主水どうする? 江戸政界の黒幕と対決!純金のカラクリ座敷（1992年） - 脇坂美濃守
- 宇宙刑事ギャバン 第40話「死の谷の大決戦 君も宇宙刑事だ!」（1983年、ANB / 東映） - 清水博士
- 右門捕物帖 第15話「伝六の初恋」（1983年、NTV / ユニオン映画）
- 科学戦隊ダイナマン 第11話「魚が人間を襲う日」（1983年、ANB / 東映） - マリンランドの所長
- 眠狂四郎円月殺法 第15話「ふたり狂四郎木枯し魔風剣」（1983年、TX） - 藤江権十郎
- 西部警察 PART-III（1984年、ANB / 石原プロ）
  - 第55話「80通の脅迫状」  - 中林
  - 第61話「幻のチェッカーフラッグ」 - F2レーシング監督
- 水戸黄門（TBS / C.A.L）
  - 第16部 第22話「欲望渦巻く悪鬼の砦 -糸魚川-」（1986年） - 小野寺兵庫
  - 第21部（1992年）
    - 第2話「陰謀暴いた風車 -高山-」 - 伊奈半左衛門
    - 第16話「怨念渦巻く船幽霊 -今治-」 - 岡野清左衛門

  - 第22部
    - 第20話「酔いどれ十手が悪を断つ -小倉-」（1993年） - 大槻武太夫
    - 第34話「大黒様を笑わせた男 -日光-」（1994年） - 前田綱紀

  - 第23部 第7話「偽りの武士道 -上田-」（1994年） - 柴田民部
  - 第24部 第2話「狙われた箱根の献上湯 -箱根-」（1995年） - 小竹清右衛門
  - 第25部 第12話「夢を咲かせた大谷焼 -鳴門-」（1997年） - 松浦宇右衛門
  - 第26部 第1話「伊賀への旅立ち -伊賀上野-」（1998年） - 安西篤之亮
- 土曜ワイド劇場 / 西村京太郎トラベルミステリー 第10作「L特急『雷鳥九号』殺人事件」（1987年、ANB / 東映） - 瀬能久大郎
- 火曜サスペンス劇場「原子炉の蟹」（1987年、NTV/ 東宝） - 藤平武彦
- 若大将天下ご免! 第22話「純情手裏剣、鬼ごろし!」（1987年、ANB / 東映） - 榎田左近
- 三匹が斬る!シリーズ（ANB / 東映）
  - 三匹が斬る! 第7話「勇み肌、男はご法度女人里」（1987年） - 小島屋
  - 新・三匹が斬る! 第6話「幸運の汗かき阿弥陀が血を流す」（1992年）- 石田頼母
- 年末時代劇スペシャル / 奇兵隊（1989年） - 毛利敬親
- ゴリラ・警視庁捜査第8班 第5話「ニトロ・トラック」（1989年、ANB / 石原プロ）
- 名奉行 遠山の金さん（ANB / 東映）
  - 第3シリーズ 第11話「尼僧に忍びよる黒い影」（1990年） - 橋本屋藤左衛門
  - 第6シリーズ 第6話「必殺 世直し人の娘」（1994年） - 巴屋
  - 第7シリーズ 第14話「振袖の罠!女形が賭けた夢舞台」（1996年） - 相模屋利平
- 将軍家光忍び旅（ANB / 東映）
  - 将軍家光忍び旅 第3話「日陰に咲くか夫婦武士道」（1990年） - 目黒征之助
  - 第将軍家光忍び旅II 第14話「名馬危うし!望月牧場の黒い罠」（1993年） - 長兵衛
- 八百八町夢日記 第2シリーズ 第5話「男泣き、別れ町」（1991年、NTV / ユニオン映画） - 近江屋
- 12時間超ワイドドラマ / 天下の副将軍水戸光圀 徳川御三家の激闘（1992年、TX） - 徳川義直
- 闇を斬る!大江戸犯科帳 第7話「危うし北町奉行!」（1993年、NTV / ユニオン映画） - 磯上
- 南町奉行事件帖 怒れ!求馬II 第85話「変装大作戦」（1999年、TBS / C.A.L） - 宗方頼母